# Polilogaritmo
El polilogaritmo (también conocido como función de Jonquière) es una función especial {\displaystyle \operatorname {Li} _{s}(z)} definida por la siguiente serie:
{\displaystyle \operatorname {Li} _{s}(z)=\sum _{k=1}^{\infty }{z^{k} \over k^{s}}.}
Esta no es, en general, una función elemental, aunque esté relacionada con la función logarítmica. La definición dada arriba es válida para todo número complejo s y z tal que {\displaystyle \vert z\vert <1}. Para obtener el polilogaritmo en el resto del plano complejo, hay que extender la definición mediante una continuación analítica.
|                                             |                                             |                                             |                                            |                                            |                                            |                                            |
| {\displaystyle \operatorname {Li} _{-3}(z)} | {\displaystyle \operatorname {Li} _{-2}(z)} | {\displaystyle \operatorname {Li} _{-1}(z)} | {\displaystyle \operatorname {Li} _{0}(z)} | {\displaystyle \operatorname {Li} _{1}(z)} | {\displaystyle \operatorname {Li} _{2}(z)} | {\displaystyle \operatorname {Li} _{3}(z)} |

Para el caso especial {\displaystyle s=1} se obtiene la relación de estas funciones con el logaritmo ({\displaystyle \operatorname {Li} _{1}(z)=-\operatorname {ln} (1-z)}) mientras que los casos especiales {\displaystyle s=2} y {\displaystyle s=3} se denominan dilogaritmo (o función de Spence) y trilogaritmo respectivamente. El nombre de la función proviene del hecho de que podría ser definida como integrales iteradas de la misma función: 
{\displaystyle \operatorname {Li} _{s+1}(z)=\int _{0}^{z}{\frac {\operatorname {Li} _{s}(t)}{t}}dt}
así, el dilogaritmo es una integral del logaritmo, el trilogaritmo del dilogaritmo y así continuamente. Para valores enteros negativos de s, el polilogaritmo es una función racional.
El polilogaritmo también aparece en la forma cerrada de la integral de la distribución de Fermi-Dirac y de la distribución de Bose-Einstein, denominándose a veces como la integral de Fermi-Dirac o la integral de Bose-Einstein. El polilogaritmo no debe confundirse con las funciones polilogarítmicas ni con la función logaritmo integral, que tiene una notación similar.

## Propiedades
En el caso en el que el parámetro s sea un entero, este estará representado por n (o -n cuando sea negativo). Suele ser conveniente definir {\displaystyle \mu =\operatorname {ln} (z)} donde {\displaystyle \operatorname {ln} (z)} es la rama principal del logaritmo complejo {\displaystyle \operatorname {Ln} (z)}, de tal manera que {\displaystyle -\pi <\operatorname {Im} (\mu )<\pi }. Además, toda exponencialización se considerará univaluada: {\displaystyle z^{s}=e^{s\operatorname {ln} (z)}}.
Dependiendo del parámetro s, el polilogaritmo puede ser multivaluado. La rama principal del polilogaritmo se escoge que sea aquella para la que {\displaystyle \operatorname {Li} _{s}(z)} sea real para {\displaystyle z\in [0,1]} y sea continua excepto en el eje positivo real, donde hay un corte en el intervalo {\displaystyle z\in [1,\infty )} tal que el corte coloca a los puntos del eje real en el semiplano inferior de z. En término de {\displaystyle \mu }, la rama principal está definida para aquellos valores de {\displaystyle \mu } tales que {\displaystyle \operatorname {arg} (\mu )\in (-\pi ,\pi ]}. El hecho de que el polilogaritmo sea discontinuo en {\displaystyle \mu } puede dar lugar a confusión.
Para z real y z ≥ 1, la parte imaginaria del polilogaritmo es:
{\displaystyle {\textrm {Im}}(\operatorname {Li} _{s}(z))=-{{\pi \mu ^{s-1}} \over {\Gamma (s)}}.}
Si se atraviesa el corte, esto es, tomando un parámetro infinitesimal δ positivo y real, entonces se tiene:
{\displaystyle {\textrm {Im}}(\operatorname {Li} _{s}(z+i\delta ))={{\pi \mu ^{s-1}} \over {\Gamma (s)}}.}
Las derivadas del polilogaritmo son:
{\displaystyle z{\partial \operatorname {Li} _{s}(z) \over \partial z}=\operatorname {Li} _{s-1}(z)}
{\displaystyle {\partial \operatorname {Li} _{s}(e^{\mu }) \over \partial \mu }=\operatorname {Li} _{s-1}(e^{\mu }).}

## Distintos valores
Para valores enteros de s, se tienen las siguientes relaciones explícitas:
{\displaystyle \operatorname {Li} _{1}(z)=-\log \left(1-z\right)}
{\displaystyle \operatorname {Li} _{0}(z)={z \over 1-z}}
{\displaystyle \operatorname {Li} _{-1}(z)={z \over (1-z)^{2}}}
{\displaystyle \operatorname {Li} _{-2}(z)={z(1+z) \over (1-z)^{3}}}
{\displaystyle \operatorname {Li} _{-3}(z)={z(1+4z+z^{2}) \over (1-z)^{4}}.}
{\displaystyle \operatorname {Li} _{-4}(z)={z(1+z)(1+10z+z^{2}) \over (1-z)^{5}}.}
Para todos los valores negativos de s, se puede expresar el polilogaritmo como un cociente de polinomios en z, siendo por tanto funciones racionales. Algunos valores de polilogaritmos para argumentos semienteros son:
{\displaystyle \operatorname {Li} _{1}\left(1/2\right)=\log 2}
{\displaystyle \operatorname {Li} _{2}(1/2)={1 \over 12}[\pi ^{2}-6(\log 2)^{2}]}
{\displaystyle \operatorname {Li} _{3}(1/2)={1 \over 24}[4(\log 2)^{3}-2\pi ^{2}(\log 2)+21\,\zeta (3)]}
donde ζ es la función zeta de Riemann. No se conocen fórmulas similares para mayores órdenes.

## Expresiones alternativas
- La integral de la distribución de Bose-Einstein se puede representar en función de polilogaritmos:

{\displaystyle \operatorname {Li} _{s+1}(z)={1 \over \Gamma (s+1)}\int _{0}^{\infty }{t^{s} \over e^{t}/z-1}dt.}
Esta integral converge para {\displaystyle \operatorname {Re} (s)>0} y para todo z exceptuando los z reales y ≥ 1. En este contexto se suele llamar al polilogaritmo integral de Bose o integral de Bose-Einstein.
- La integral de la distribución de Fermi-Dirac también es representable en función de polilogaritmos:

{\displaystyle -\operatorname {Li} _{s+1}(-z)={1 \over \Gamma (s+1)}\int _{0}^{\infty }{t^{s} \over e^{t}/z+1}dt.}
Esta integral converge para {\displaystyle \operatorname {Re} (s)>0} y para todo z exceptuando los z reales menores que -1. En este contexto se suele llamar al polilogaritmo integral de Fermi o integral de Fermi-Dirac.
- El polilogaritmo puede ser también representado por una integral de contorno. Mientras que el polo t = μ del integrando no caiga en el eje real no negativo y {\displaystyle s\neq \,1,\,2,\,3,\,\dots }, se tiene:

{\displaystyle \operatorname {Li} _{s}(e^{\mu })={{-\Gamma (1-s)} \over {2\pi i}}\oint _{H}{{(-t)^{s-1}} \over {e^{t-\mu }-1}}dt.}
donde H representa un contorno de Hankel. El integrando tiene un corte en el eje real desde el cero hasta el infinito, encontrándose el eje real en el semiplano inferior (es decir, siendo alcanzable el eje real desde el semiplano inferior de forma continua y desde el semiplano superior de forma discontinua). Para el caso en el que μ es real y no negativo, se puede simplemente añadir la contribución del polo:
{\displaystyle \operatorname {Li} _{s}(e^{\mu })=-{{\Gamma (1-s)} \over {2\pi i}}\oint _{H}{{(-t)^{s-1}} \over {e^{t-\mu }}-1}dt+2\pi iR}
donde R es el residuo del polo:
{\displaystyle R={{\Gamma (1-s)(-\mu )^{s-1}} \over {2\pi }}.}
- La relación cuadrática es fácilmente obtenible a partir de la fórmula de duplicación:

{\displaystyle \operatorname {Li} _{s}(-z)+\operatorname {Li} _{s}(z)=2^{1-s}~\operatorname {Li} _{s}(z^{2}).}
Nótese que la función de Kummer obedece una fórmula de duplicación muy parecida. Este es un caso especial de la fórmula de multiplicación, para cualquier entero p:
{\displaystyle \sum _{m=0}^{p-1}\operatorname {Li} _{s}(ze^{2\pi im/p})=p^{1-s}\,\operatorname {Li} _{s}(z^{p})}
La cual puede ser probada usando la definición mediante series de la función polilogarítmica y la ortogonalidad de los términos exponenciales (véase transformada discreta de Fourier).

## Relación con otras funciones
- Para z = 1, el polilogaritmo se reduce a la función zeta de Riemann

{\displaystyle \operatorname {Li} _{s}(1)=\zeta (s)~~~~~~~~~~~~~({\textrm {Re}}(s)>1).}
- El polilogaritmo está relacionado con la función eta de Dirichlet {\displaystyle \eta (s)} y con la función beta de Dirichlet {\displaystyle \beta (s)} así:

{\displaystyle \operatorname {Li} _{s}(-1)=-\eta \left(s\right)}
Cuando se aplica sobre argumentos imaginarios puros se tiene:
{\displaystyle \operatorname {Li} _{s}(\pm i)=2^{-s}~\eta (s)\pm i~\beta (s)\,}
- El polilogaritmo es equivalente a la integral de Fermi-Dirac

{\displaystyle F_{s}(\mu )=-\operatorname {Li} _{s+1}(-e^{\mu }).\,}
- El polilogaritmo es un caso especial de la función zeta de Lerch.

{\displaystyle \operatorname {Li} _{s}(z)=z~\Phi (z,s,1).}
- El polilogaritmo está relacionado con la función zeta de Hurwitz así:

{\displaystyle \operatorname {Li} _{s}(e^{2\pi ix})+(-1)^{s}~\operatorname {Li} _{s}(e^{-2\pi ix})={(2\pi i)^{s} \over \Gamma (s)}~\zeta \left(1-s,x\right)}
donde {\displaystyle \Gamma (s)} es la función gamma. Esta última igualdad es válida para
{\displaystyle {\textrm {Re}}(s)>1,~{\textrm {Im}}(x)\geq 0,~0\leq {\textrm {Re}}(x)<1}
y para
{\displaystyle {\textrm {Re}}(s)>1,~{\textrm {Im}}(x)\leq 0,~0<{\textrm {Re}}(x)\leq 1.}
Esta ecuación proporciona la continuación analítica de la representación mediante series del polilogaritmo más allá del círculo de convergencia {\displaystyle \vert z\vert =1}.
Por otra parte, para todo {\displaystyle s\in \mathbb {C} } y para todo {\displaystyle ~z\not \in ~]0;1[}, la fórmula de inversión es:
{\displaystyle \operatorname {Li} _{s}(z)+(-1)^{s}~\operatorname {Li} _{s}(1/z)={(2\pi i)^{s} \over \Gamma (s)}~\zeta \left(1\!-\!s,~{\frac {1}{2}}+{\ln(-z) \over 2i\pi }\right),}
mientras que para todo {\displaystyle s\in \mathbb {C} } y para todo {\displaystyle z~\not \in ~]1;+\infty [}
{\displaystyle \operatorname {Li} _{s}(z)+(-1)^{s}~\operatorname {Li} _{s}(1/z)={(2\pi i)^{s} \over \Gamma (s)}~\zeta \left(1\!-\!s,~{\frac {1}{2}}-{\ln(-1/z) \over 2i\pi }\right),}
Más abajo se tiene esta fórmula para el caso en el que {\displaystyle s} sea un entero, en el cual se simplifica bastante.
- Usando la relación que hay entre la función zeta de Hurwitz y los polinomios de Bernoulli:

{\displaystyle \zeta (-n,x)=-{B_{n+1}(x) \over n+1}}
que se cumple para todo x y {\displaystyle n=\,0\,1,\,2,\,3,\dots } se obtiene la siguiente relación:
{\displaystyle \operatorname {Li} _{n}(e^{2\pi ix})+(-1)^{n}~\operatorname {Li} _{n}(e^{-2\pi ix})=-{(2\pi i)^{n} \over n!}B_{n}\left({x}\right)}
Con las mismas condiciones sobre x que arriba, para valores enteros negativos del parámetro s, se tiene que, para todo {\displaystyle z\in \mathbb {C} }:
{\displaystyle \operatorname {Li} _{-n}(z)+(-1)^{n}~\operatorname {Li} _{-n}\left(1/z\right)=0,~~~~~n=1,2,3,\ldots }
Más generalmente, {\displaystyle n=0,\pm 1,\pm 2,\pm 3,\cdots }:
{\displaystyle \operatorname {Li} _{n}(z)+(-1)^{n}~\operatorname {Li} _{n}\left(1/z\right)=-{\frac {(2i\pi )^{n}}{n!}}\,B_{n}\left({\frac {1}{2}}+{\ln(-z) \over 2i\pi }\right)\qquad z~\not \in ~]0;1[,}
{\displaystyle \operatorname {Li} _{n}(z)+(-1)^{n}~\operatorname {Li} _{n}\left(1/z\right)=-{\frac {(2i\pi )^{n}}{n!}}\,B_{n}\left({\frac {1}{2}}-{\ln(-1/z) \over 2i\pi }\right)\qquad z~\not \in ~]1;+\infty [.}
- El polilogaritmo sobre valores de μ imaginarios puros puede expresarse en término de las funciones de Chausen {\displaystyle \operatorname {Ci} _{s}(\theta )} y {\displaystyle \operatorname {Si} _{s}(\theta )}.

{\displaystyle \operatorname {Li} _{s}(e^{\pm i\theta })=Ci_{s}(\theta )\pm i~Si_{s}(\theta ).}
- La tangente inversa integral {\displaystyle \operatorname {Ti} _{s}(z)} se puede escribir en función de polilogaritmos:

{\displaystyle \operatorname {Li} _{s}(\pm iy)=2^{-s}~\operatorname {Li} _{s}(-y^{2})\pm i~\operatorname {Ti} _{s}(y).}
- La función chi de Legendre {\displaystyle \chi _{s}(z)} se puede escribir en función de polilogaritmos:

{\displaystyle \chi _{s}(z)={1 \over 2}~[\operatorname {Li} _{s}(z)-\operatorname {Li} _{s}(-z)].}
- El polilogaritmo se puede escribir como una serie de funciones de Debye {\displaystyle Z_{n}(z)}:

{\displaystyle \operatorname {Li} _{n}(e^{\mu })=\sum _{k=0}^{n-1}Z_{n-k}(-\mu ){\mu ^{k} \over k!},~~~~~~n=1,2,3,\ldots }
Otra expresión bastante similar relaciona la función de Debye con el polilogaritmo:
{\displaystyle Z_{n}(\mu )=\sum _{k=0}^{n-1}\operatorname {Li} _{n-k}(e^{-\mu }){\mu ^{k} \over k!},~~~~~~n=1,2,3,\ldots }

## Representaciones en forma de serie
- Se puede representar al polilogaritmo como una serie de potencias en torno a {\displaystyle \mu =0} como sigue: se comienza con la transformada de Mellin siguiente:

{\displaystyle M_{s}(r)=\int _{0}^{\infty }{\textrm {Li}}_{s}(fe^{-u})u^{r-1}\,du={1 \over \Gamma (s)}\int _{0}^{\infty }\int _{0}^{\infty }{t^{s-1}u^{r-1} \over e^{t+u}/f-1}~dt~du.}
El cambio de variables {\displaystyle t=ab}, {\displaystyle u=a(1-b)} transforma a la integral doble en una integral separable:
{\displaystyle M_{s}(r)={1 \over \Gamma (s)}\int _{0}^{1}b^{r-1}(1-b)^{s-1}db\int _{0}^{\infty }{a^{s+r-1} \over e^{a}/f-1}da=\Gamma (r){\textrm {Li}}_{s+r}(f).}
Para {\displaystyle f=1} se tiene que, usando la transformada inversa de Mellin:
{\displaystyle \operatorname {Li} _{s}(e^{-u})={1 \over 2\pi i}\int _{c-i\infty }^{c+i\infty }\Gamma (r)\zeta (s+r)u^{-r}dr}
donde c es una constante situada a la derecha de los polos del integrando. El camino de integración puede deformarse en un contorno cerrado, y los polos del integrando son los de la función gamma {\displaystyle \Gamma (r)} en {\displaystyle r=\,0\,-1,\,-2,\dots } y el polo de la función zeta de Riemann {\displaystyle \zeta (s+r)} situado en {\displaystyle r=1-s}. Sumando estos residuos, para {\displaystyle \vert \mu \vert <2\pi } y {\displaystyle s\neq \,1,\,2,\,3,\dots }
{\displaystyle \operatorname {Li} _{s}(e^{\mu })=\Gamma (1-s)(-\mu )^{s-1}+\sum _{k=0}^{\infty }{\zeta (s-k) \over k!}~\mu ^{k}.}
Si el parámetro s es un entero positivo n, tanto el término {\displaystyle k=n-1} como la función gamma se hacen infinito, aunque su suma no. Para enteros {\displaystyle k>0} se tiene:
{\displaystyle \lim _{s\rightarrow k+1}\left[{\zeta (s-k)\mu ^{k} \over k!}+\Gamma (1-s)(-\mu )^{s-1}\right]={\mu ^{k} \over k!}\left(\sum _{m=1}^{k}{1 \over m}-\ln(-\mu )\right)}
y para {\displaystyle k=0}:
{\displaystyle \lim _{s\rightarrow 1}\left[\zeta (s)+\Gamma (1-s)(-\mu )^{s-1}\right]=-\ln(-\mu ).}
Así, para {\displaystyle s=n}, donde n es un entero positivo y {\displaystyle \vert \mu \vert <2\pi }, se tiene lo siguiente:
{\displaystyle \operatorname {Li} _{n}(e^{\mu })={\mu ^{n-1} \over (n-1)!}\left(H_{n-1}-\ln(-\mu )\right)+}
{\displaystyle \sum _{k=0,k\neq n-1}^{\infty }{\zeta (n-k) \over k!}~\mu ^{k},~~~~~~~~~~~~~~~~~~~~~~n=2,3,4,\ldots }
{\displaystyle \operatorname {Li} _{1}(e^{\mu })=-\ln(-\mu )+\sum _{k=1}^{\infty }{\zeta (1-k) \over k!}~\mu ^{k},~~~~~~~~~~(n=1)}
donde {\displaystyle H_{n}} es un número armónico:
{\displaystyle H_{n}=\sum _{k=1}^{n}{1 \over k}.}
El término problemático contiene a {\displaystyle -\operatorname {ln} (-\mu )} el cual, cuando se multiplica por {\displaystyle \mu ^{k}} tiende a cero cuando μ tiende a cero, excepto en el caso en el que {\displaystyle k=0}. Esto refleja el hecho de que el polilogaritmo {\displaystyle \operatorname {Li} _{s}(z)} contiene una singularidad logarítmica cuando {\displaystyle s=1} y {\displaystyle z=1}, entonces:
{\displaystyle \lim _{\mu \rightarrow 0}\Gamma (1-s)(-\mu )^{s-1}=0~~~~~({\textrm {Re}}(s)>1)}
Usando la relación existente entre la función zeta de Riemann y los números de Bernoulli {\displaystyle B_{k}}:
{\displaystyle \zeta (-n)=(-1)^{n}{B_{n+1} \over n+1},~~~~~~~~~~~n=0,1,2,3,\ldots }
se obtiene, para órdenes s negativos enteros del polilogaritmo y {\displaystyle \vert \mu \vert <2\pi }:
{\displaystyle \operatorname {Li} _{-n}(e^{\mu })={n! \over (-\mu )^{n+1}}-\sum _{k=0}^{\infty }{B_{k+n+1} \over k!~(k+n+1)}~\mu ^{k},~~~~~~~~~~~n=1,2,3,\ldots }
Como, exceptuando {\displaystyle B_{1}}, todos los números de Bernoulli con índice impar son cero, se obtiene el término {\displaystyle n=0} usando {\displaystyle \zeta (0)=B_{1}=-1/2}.
- Como se ha dicho anteriormente, el polilogaritmo puede ser extendido a valores negativos del parámetro s usando una integral de contorno:

{\displaystyle \operatorname {Li} _{s}(e^{\mu })=-{\Gamma (1-s) \over 2\pi i}\oint _{H}{(-t)^{s-1} \over e^{t-\mu }-1}dt}
donde H es el contorno de Hankel, {\displaystyle s\neq \,1,\,2,\,3,\dots }, y el polo {\displaystyle t=\mu } del integrando no cae en el eje no negativo real. El contorno de Hanker puede deformarse para que contenga los polos del integrando en {\displaystyle t-\mu =2k\pi i} y la integral puede ser evaluada como la suma de los residuos de los polos que contenga con la fórmula integral de Cauchy.
{\displaystyle \operatorname {Li} _{s}(e^{\mu })=\Gamma (1-s)\sum _{k=-\infty }^{\infty }(2k\pi i-\mu )^{s-1}.}
Esto se cumplirá para {\displaystyle \operatorname {Re} (s)<0} y para todo μ excepto cuando {\displaystyle e^{\mu }=1}. Sumando estas series se obtiene:
{\displaystyle \operatorname {Li} _{s}(e^{\mu })=-\sum _{k=0}^{\infty }{\frac {1}{k!}}\left[1-{\frac {2}{2^{s-k}}}\right]\zeta (s-k)(\mu -\pi i)^{k}}
Nótese que esta suma es más compacta escrita en términos de la función eta de Dirichlet.
- Para enteros negativos s, el polilogaritmo puede representarse como una serie que contiene a los números Eulerianos (no confundir con los números de Euler).

{\displaystyle \operatorname {Li} _{-n}(z)={1 \over (1-z)^{n+1}}\sum _{i=0}^{n-1}\left\langle {n \atop i}\right\rangle z^{n-i},~~~~~~~~~~~~~n=1,2,3,\ldots }
donde {\displaystyle \left\langle {n \atop i}\right\rangle } son los números Eulerianos.
- Otra fórmula explícita para enteros negativos s es:

{\displaystyle \operatorname {Li} _{-n}(z)=\sum _{k=1}^{n+1}{(-1)^{n+k+1}(k-1)!S(n+1,k) \over (1-z)^{k}}~~~~~~~~~~(n=1,2,3,\ldots )}
donde {\displaystyle S(n,k)} son los números de Stirling de segunda especie.

## Límites del polilogaritmo
Los siguientes límites se cumplen para el polilogaritmo:
{\displaystyle \lim _{|z|\rightarrow 0}\operatorname {Li} _{s}(z)=0}
{\displaystyle \lim _{s\rightarrow \infty }\operatorname {Li} _{s}(z)=z}
{\displaystyle \lim _{\mathrm {Re} (\mu )\rightarrow \infty }\operatorname {Li} _{s}(e^{\mu })=-{\mu ^{s} \over \Gamma (s+1)}~~~~~~(s\neq -1,-2,-3,\ldots )}
{\displaystyle \lim _{\mathrm {Re} (\mu )\rightarrow \infty }\operatorname {Li} _{-n}(e^{\mu })=-(-1)^{n}e^{-\mu }~~~~~~(n=1,2,3,\ldots )}
{\displaystyle \lim _{|\mu |\rightarrow 0}\operatorname {Li} _{s}(e^{\mu })=\Gamma (1-s)(-\mu )^{s-1}~~~~~~(s<1)}

## Dilogaritmo
El dilogaritmo es el polilogaritmo con {\displaystyle s=2}. Una representación integral del dilogaritmo es:
{\displaystyle \operatorname {Li} _{2}(z)=-\int _{0}^{z}{\ln(1-t) \over t}dt.}
La identidad de Abel para el dilogaritmo está dada por
{\displaystyle \ln(1-x)\ln(1-y)={\mbox{Li}}_{2}\left({\frac {x}{1-y}}\right)+{\mbox{Li}}_{2}\left({\frac {y}{1-x}}\right)-{\mbox{Li}}_{2}\left(x\right)-{\mbox{Li}}_{2}\left(y\right)-{\mbox{Li}}_{2}\left({\frac {xy}{(1-x)(1-y)}}\right)}.
Es inmediato que esta igualdad se cumple en los casos {\displaystyle x=0} y {\displaystyle y=0}, y es fácilmente verificable por diferenciación ∂/∂x ∂/∂y. Para {\displaystyle y=1-x} la identidad se reduce a la fórmula de reflexión de Euler:
{\displaystyle {\mbox{Li}}_{2}\left(x\right)+{\mbox{Li}}_{2}\left(1-x\right)={\frac {\pi ^{2}}{6}}-\ln(x)\ln(1-x)}
donde se ha usado {\displaystyle \operatorname {Li} _{2}(1)={\frac {\pi ^{2}}{6}}}.
Haciendo el cambio de variables {\displaystyle u=x/(1-y)}, {\displaystyle v=y/(1-x)}, la identidad de Abel se transforma así:
{\displaystyle {\mbox{Li}}_{2}(u)+{\mbox{Li}}_{2}(v)-{\mbox{Li}}_{2}(uv)={\mbox{Li}}_{2}\left({\frac {u-uv}{1-uv}}\right)+{\mbox{Li}}_{2}\left({\frac {v-uv}{1-uv}}\right)+\ln \left({\frac {1-u}{1-uv}}\right)\ln \left({\frac {1-v}{1-uv}}\right)},
llamándose a esta la Identidad Pentagonal.
Nota histórica:Don Zagier remarcó que "El dilogaritmo es la única función matemática con sentido del humor."

## Escaleras de polilogaritmos
Leonard Lewin descubrió una generalización de varias relaciones clásicas para valores especiales del polilogaritmo, estas son las escaleras de polilogaritmos. Sea {\displaystyle \rho =\left({\sqrt {5}}-1\right)/2} el recíproco del número áureo. Entonces, dos ejemplos de estas relaciones son los siguientes:
{\displaystyle \operatorname {Li} _{2}(\rho ^{6})=4\operatorname {Li} _{2}(\rho ^{3})+3\operatorname {Li} _{2}(\rho ^{2})-6\operatorname {Li} _{2}(\rho )+{\frac {7\pi ^{2}}{30}}}
{\displaystyle \operatorname {Li} _{2}(\rho )={\frac {\pi ^{2}}{10}}-\log ^{2}\rho }
Estas relaciones aparecen de forma natural en teoría K y Geometría algebraica.

## Monodromía
El polilogaritmo tiene dos puntos de ramificación, uno en {\displaystyle z=1} y otro en {\displaystyle z=0}. El segundo punto (el situado en {\displaystyle z=0}) no es visible en la hoja principal del polilogaritmo. Este sólo se hace visible cuando el polilogaritmo es extendido mediante continuación analítica a sus otras hojas. El grupo de monodromía para el polilogaritmo consiste en las clases de homotopía de los caminos que rodean los puntos de ramificación. Denotando a estos puntos como {\displaystyle m_{0}} y {\displaystyle m_{1}}, el grupo de monodromía tiene la siguiente representación de grupo:
{\displaystyle \langle m_{0},m_{1}\vert w=m_{0}m_{1}m_{0}^{-1}m_{1}^{-1},\,wm_{1}=m_{1}w\rangle }
Para el caso especial de dilogaritmo, se tiene además que {\displaystyle wm_{0}=m_{0}w}, y el grupo de monodromías es el grupo de Heisenberg (identificando {\displaystyle m_{0},m_{1}} y {\displaystyle w} con {\displaystyle x,y,z}).